# Reichelshof

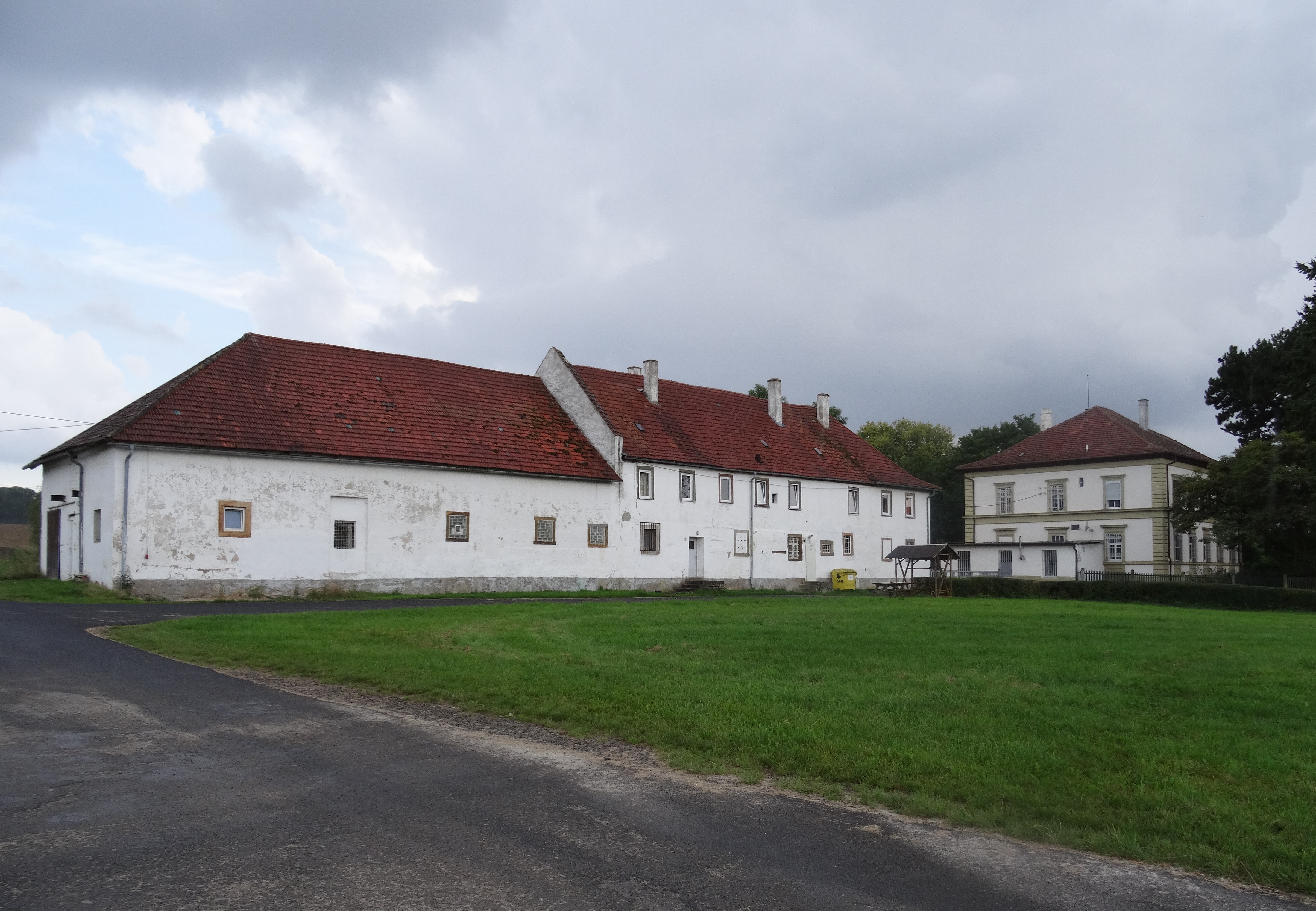

Reichelshof ist ein Gemeindeteil der Gemeinde Schonungen im unterfränkischen Landkreis Schweinfurt in Bayern. Reichelshof liegt in der Gemarkung Schonungen, gilt aber heute als Dorf, gemäß der Entschließung des Bayerischen Staatsministeriums des Innern von 1950, da mittlerweile mehr als zehn Wohngebäude vorhanden sind. Jedoch besitzt Reichelshof keinen dörflichen Charakter, war nie eine politische Einheit und besteht lediglich aus dem namensgebenden, historischen Gutshof, drei Aussiedlerhöfen und einer 500 m nordwestlich gelegenen Streusiedlung.
Reichelshof liegt als einziger Gemeindeteil Schonungens auf der linken (südlichen) Mainseite und wird deshalb auch von der auf derselben Mainseite liegenden Gemeinde Sennfeld beansprucht, deren Postleitzahl Reichelshof hat.

## Geografische Lage
Reichelshof liegt im Vorortbereich von Schweinfurt, 4 km östlich des Stadtzentrums, im äußersten Südwesten des Schonunger Gemeindegebietes.
Reichelshof und seine umgebenden Fluren werden im Westen von den Sonderkulturen Sennfelds, im Norden vom Schweinfurter Mainbogen mit freien Blick auf Schloss Mainberg, im Osten von der Schonunger Bucht und im Süden von der bewaldeten Anhöhe Rückerschlag umgeben, die den Verkehrslärm der dahinterliegenden Bundesautobahn 70 abhält. Auf der anderen, rechtsmainischen (nördlichen) Mainseite liegt im Norden Mainberg und im Osten Schonungen. Im weiteren Umfeld von Reichelshof liegen im Süden Gochsheim und im Westen Sennfeld (beide linksmainisch) mit der ehemaligen Kurstätte Bad Sennfeld und unmittelbar hinter Sennfeld, auf beiden Mainseiten, Schweinfurt.
Reichelshof ist nur über Sennfeld über eine Stichstraße erreichbar. Früher gab es eine Fährverbindung am Nordrand der Schonunger Bucht, hinüber zum rechtsmainischen Fährhaus, das zwischen Schonungen und seinem heutigen Ortsteil Mainberg liegt.

## Geschichte
Der Ortsname Reichelshof leitet sich wohl vom Personennamen Rihhari ab. Erstmals urkundlich erwähnt wurde der Hof im Jahr 1094. Damals lag er im Einflussbereich des Benediktinerklosters Theres bei Haßfurt. Noch 1366 bestätigte Kaiser Karl IV. dem Kloster seine Besitzungen, darunter auch den Reichelshof. Erst 1417 gelang es Graf Wilhelm von Hemberg, den Reichelshof in seinen Herrschaftsbereich einzugliedern.
Die Zehntgerechtigkeit blieb aber während des ganzen Mittelalters beim Hochstift Würzburg. Während des Dreißigjährigen Krieges verwüsteten die durchziehenden Armeen auch den Hof, sodass er 1636 wüst lag. Wohl noch im 17. Jahrhundert wurde der Hof wiederaufgebaut. Nun wechselten die Hofbesitzer häufig. So saß 1843 Carl Ernst Johann Freiherr von Hassberg auf dem Hof. Bis in die heutige Zeit ist der Hof von häufigen Besitzerwechseln geprägt. Er wird heute von den Gemeinden Schonungen und Sennfeld beansprucht.

## Baudenkmäler

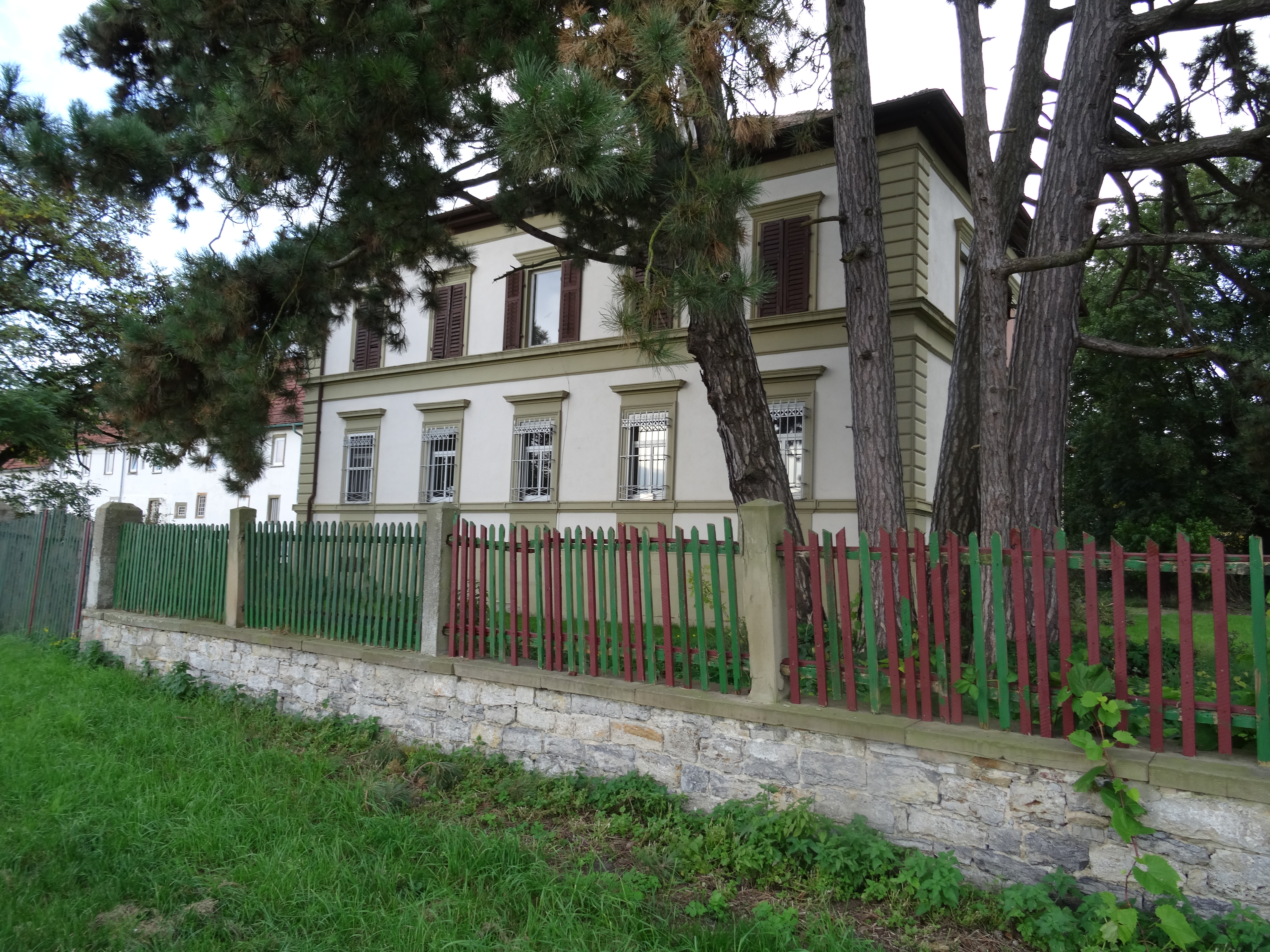
Herrenhaus des Gutshofs

Teile des alten Gutshofes haben sich noch erhalten. Das Herrenhaus ist der Zeit zwischen 1870 und 1880 zuzuordnen und präsentiert sich als Walmdachbau. Es ist zweigeschossig und wurde im Stil der Neorenaissance mit sogenannten Eckquaderungen verziert. Die um das Haus gruppierten Wirtschaftsgebäude entstammen verschiedenen Jahrhunderten und sind teilweise älter als der Gutshof.
Heute beheimatet der Gutshof den Natur- und Umweltgarten Reichelshof, eine 2004 staatlich anerkannte Umweltstation, in der Kinder und Erwachsene die Möglichkeit haben, die Natur zu erleben und ihre Umwelt zu gestalten.